# Curtilles
Curtilles – miejscowość i gmina (commune) w zachodniej Szwajcarii, w kantonie Vaud, w okręgu (district) Broye-Vully. Leży nad rzeką Broye. 

## Demografia
W Curtilles mieszka 296 osób. W 2021 roku 9,8% populacji gminy stanowiły osoby urodzone poza Szwajcarią. 

## Transport
Przez teren gminy przebiega droga główna nr 156.